# Pierre Gasly
Pierre Jean-Jacques Gasly (* 7. února 1996 Rouen) je francouzský automobilový závodník, který ve Formuli 1 závodí za tým Alpine.
V motokárách začal závodit v 10 letech, do juniorské formule vstoupil v roce 2011, první titul získal v roce 2013 v sérii Formula Renault Eurocup. Poté přestoupil do série GP2, kterou v roce 2016 ovládl s týmem Prema. Další rok se účastnil šampionátu Super Formula, kde skončil druhý.
Od roku 2014 byl členem juniorského týmu Red Bull. Ve Formuli 1 debutoval v roce 2017 v Grand Prix Malajsie s týmem Toro Rosso, kdy nahradil v monopostu po zbytek sezóny Daniila Kvjata. S týmem zůstal i v roce 2018, než se v roce 2019 přesunul do Red Bullu, kde ale odjel pouze 12 závodů, než ho nahradil Alexander Albon. Gasly se vrátil do Toro Rosso a v Grand Prix Brazílie 2019 získal své první pódiové umístění. V Grand Prix Itálie 2020 získal své první a jediné vítězství ve Formuli 1. V roce 2023 přestoupil do týmu Alpine, pro který získal dvě pódiová umístění v Grand Prix Nizozemska 2023 a Grand Prix São Paula 2024.
Celkem ve Formuli 1 vyhrál 1 závod, zajel 3 nejrychlejší kola a 5krát skončil mezi třemi nejlepšími. S týmem Alpine má uzavřenou smlouvu do konce roku 2026.

## Formule 1
Dne 30. září 2015 se Gasly stal testovacím jezdcem týmu Red Bull.

### Toro Rosso (2017-2018)

#### 2017
Dne 26. září 2017, tým Toro Rosso oznámil, že Gasly si odbude svůj debut ve Formuli 1 při Velké ceně Malajsie, když nahradí Daniila Kvjata.
Při svém prvním závodě v Malajsii dojel mimo body na čtrnáctém místě. Ani v dalším závodě v Japonsku nebodoval. Velkou cenu USA kvůli závěrečnému závodu Super Formula vynechal. Do závodů Formule 1 se opět vrátil při Velké ceně Mexika.
Do konce sezóny nedokázal získat žádné body.

#### 2018
Toro Rosso se rozhodlo ponechat si Gaslyho i pro sezónu 2018. Po jeho boku se objevil nováček Brendon Hartley. Při Velké ceně Bahrajnu dojel na skvělém čtvrtém místě. Bodovat dokázal také v Monaku, Maďarsku, Belgii a Mexiku.
Celkově získal 29 bodů a obsadil 15. místo.

### Red Bull (2019)
Dne 20. srpna 2018 bylo oznámeno, že Gasly v sezóně 2019 nahradí v týmu Red Bull Daniela Ricciarda. Jeho nejlepším umístěním bylo čtvrté místo ve Velké ceně Velké Británie. Kvůli neuspokojivým výsledkům se tým Red Bull po letní přestávce rozhodl, nahradit Gaslyho nováčkem Alexanderem Albonem.  

### Toro Rosso (2019)
Po Velké ceně Maďarska byl Gasly přesunut zpět do týmu Toro Rosso. Ve Velké ceně Belgie dojel na bodovaném devátém místě. Další body získal za osmé místo v Singapuru. V Japonsku se po diskvalifikaci jezdců týmu Renault posunul na sedmé místo. V Mexiku skončil na devátém místě. Při Velké ceně USA musel před předposledním kole závodu kvůli problému se zavěšením odstoupit. Při Velké ceně Brazílie se dostal poprvé v kariéře na pódium, když obsadil druhé místo. V posledním závodě v Abú Zabí musel po kolizi v první zatáčce kvůli výměně předního křídla do boxů a propadl se až na poslední místo s velkou ztrátou. Po předjetí Roberta Kubici, dokončil závod na osmnáctém místě.
V sezóně získal 95 bodů a obsadil celkové 7. místo.

### AlphaTauri (2020-2022)

#### 2020
V sezóně 2020 Gasly nadále působí u týmu Toro Rosso, který však nastoupil po novým názvem AlphaTauri.
Kvůli pandemii covidu-19 byl start sezóny odložen. Prvním závodem byla Velká cena Rakouska, ve které se umístil na sedmém místě. Po vydařené kvalifikaci na Velkou cenu Štýrska nedokázal v závodě bodovat. Následující závod v Maďarsku kvůli problémům s motorem nedokončil. Ve Velké Británii získal další body v sezóně, když skončil na sedmém místě. O týden později během Velké ceny 70. výročí skončil těsně za body na dvanáctém místě. Ve Španělsku skončil na devátém místě a připsal si další dva body. Body získal i v Belgii za osmé místo. Během divoké Velké ceny Itálie si dojel pro své první vítězství, když v závěru odolal tlaku Carlose Sainze. Španělský závodník za ním zaostal za méně než půl sekundy. Následující závod v Toskánsku po kolizi v úvodním kole nedokončil. Při Velké ceně Eifelu získal další body za šesté místo. Závod v Portugalsku dokončil na pátém místě. Do Velké ceny Emilia Romagna odstartoval ze čtvrtého místa, ale kvůli technickým problémům musel již v devátém kole odstoupit. Velkou cenu Bahrajnu dokončil na šestém místě, jelikož absolvoval pouze jednu zastávku v boxech. V posledním závodě, který se konal v Abú Zabí skončil na bodovaném osmém místě.
Celkově obsadil 10. místo se ziskem 75 bodů.

#### 2021
Dne 28. října tým AlphaTauri oznámil, že Gasly zůstane u týmu i v sezóně 2021.
Do úvodního závodu sezóny, který se konal v Bahrajnu, se kvalifikoval na pátém místě. Krátce po restartu závodu kolidoval s Danielem Ricciardem a propadl se na poslední místo. V důsledku poškození vozu po kolizi několik kol před koncem závodu odstoupil. V následujících závodech v Itálii, v Portugalsku, ve Španělsku a v Monaku pravidelně bodoval. Ve Velké ceně Ázerbájdžánu získal své další pódiové umístění, když závod dokončil na třetím místě. V závodě ve Francii obsadil bodované sedmé místo. Do Velké ceny Štýrska odstartoval ze šestého místa, ale hned v úvodním kole kolidoval s Charlesem Leclercem a ze závodu odstoupil. Při Velké ceně Rakouska získal další body za deváté místo. Velká cena Velké Británie žádné body nepřinesla. Při závodě v Maďarsku zajel nejrychlejší kolo a obsadil páté místo. Do Velké ceny Belgie odstartoval ze šestého místa, ale kvůli silnému dešti se odjela pouze dvě kola za safety carem a závod byl ukončen. Do závodu v Nizozemsku odstartoval ze čtvrtého místo, které držel po celý závod. Do Velké ceny Itálie odstartoval, kvůli problémům se zavěšením, z boxové uličky a nakonec kvůli tomuto problému i ve třetím kole ze závodu odstoupil. Při Velké ceně Ruska žádné body nezískal. Do závodu v Turecku startoval ze čtvrtého místa a závod dokončil na místě šestém. Do Velké ceny USA startoval z devátého místa, ale kvůli problémům se zavěšením, musel ze závodu odstoupit. Závod v Mexico City dokončil na čtvrtém místě a závod v São Paulo na místě sedmém. Po penalizaci soupeřů, při Velké ceně Kataru, odstartoval do závodu z druhého místa. Po strategii dvou zastávek v boxech, se propadl mimo bodované pozice a závod dokončil na jedenáctém místě. Závod v Saúdské Arábii dokončil na šestém místě. Poslední závod sezóny, který se konal v Abú Zabí dokončil na pátém místě.
V sezóně získal 110 bodů a obsadil konečné 9. místo.

#### 2022
I v sezóně 2022 pokračoval Gasly s týmem AlphaTauri. Úvodní závod v Bahrajnu kvůli požáru pohonné jednotky nedokončil.

#### 2023
V sezóně 2023 nahradil v Alpine Fernanda Alonsa a závodil po boku Estebana Ocona

## Formule E

#### Renault e.Dams (2017)
V červenci 2017 tým Renault e.Dams oznámil, že Gasly v EPrix New Yorku nahradí Sébastiena Buemiho, který se účastní vytrvalostních závodů. Při svém debutu v prvním závodě skončil na sedmém místě. V druhém závodě skončil dokonce čtvrtý. Během dvou závodů dokázal nasbírat celkem 18 bodů.

## Výsledky
| Legenda k tabulce | Legenda k tabulce                                                                       |
| Barva             | Výsledek                                                                                |
| ----------------- | --------------------------------------------------------------------------------------- |
| Zlatá             | Vítěz                                                                                   |
| Stříbrná          | 2. místo                                                                                |
| Bronzová          | 3. místo                                                                                |
| Zelená            | Bodované umístění                                                                       |
| Modrá             | Nebodované umístění                                                                     |
| Modrá             | Dokončil neklasifikován (NC)                                                            |
| Fialová           | Odstoupil (Ret)                                                                         |
| Červená           | Nekvalifikoval se (DNQ)                                                                 |
| Červená           | Nepředkvalifikoval se (DNPQ)                                                            |
| Černá             | Diskvalifikován (DSQ)                                                                   |
| Bílá              | Nestartoval (DNS)                                                                       |
| Bílá              | Závod zrušen (C)                                                                        |
| Světle modrá      | Pouze trénoval (PO)                                                                     |
| Světle modrá      | Páteční testovací jezdec (TD)                                                           |
| Bez barvy         | Netrénoval (DNP)                                                                        |
| Bez barvy         | Vyřazen (EX)                                                                            |
| Bez barvy         | Nepřijel (DNA)                                                                          |
| Bez barvy         | Odvolal účast (WD)                                                                      |
| Bez barvy         | Nezúčastnil se (prázdné)                                                                |
| Označení          | Význam                                                                                  |
| Tučnost           | Pole position                                                                           |
| Kurzíva           | Nejrychlejší kolo                                                                       |
| †                 | Jezdec nedojel do cíle, ale byl klasifikován, protože odjel více než 90 % délky závodu. |
| ‡                 | Byl udělován poloviční počet bodů, protože bylo odjeto méně než 75 % délky závodu.      |
| Horní index       | Umístění bodujících jezdců ve sprintu                                                   |

### Závodní kariéra
| Sezóna  | Série                          | Tým                          | Závody | Vítězství | PP | NK | Pódia | Body | Umístění   |
| ------- | ------------------------------ | ---------------------------- | ------ | --------- | -- | -- | ----- | ---- | ---------- |
| 2011    | French F4 Championship         | Auto Sport Academy           | 14     | 4         | 2  | 1  | 7     | 104  | 3. místo   |
| 2012    | Eurocup Formula Renault 2.0    | R-ace GP                     | 14     | 0         | 1  | 0  | 2     | 49   | 10. místo  |
| 2012    | Formula Renault 2.0 NEC        | R-ace GP                     | 7      | 0         | 0  | 0  | 1     | 78   | 23. místo  |
| 2013    | Eurocup Formula Renault 2.0    | Tech 1 Racing                | 14     | 3         | 4  | 2  | 8     | 195  | 1. místo   |
| 2013    | Formula Renault 2.0 Alps       | Tech 1 Racing                | 6      | 0         | 0  | 0  | 3     | 72   | 6. místo   |
| 2013    | Pau Formula Renault 2.0 Trophy | Tech 1 Racing                | 1      | 0         | 0  | 0  | 0     | —    | 7. místo   |
| 2014    | Formula Renault 3.5 Series     | Arden Motorsport             | 17     | 0         | 1  | 3  | 8     | 192  | 2. místo   |
| 2014    | GP2 Series                     | Caterham Racing              | 6      | 0         | 0  | 0  | 0     | 0    | 29. místo  |
| 2015    | GP2 Series                     | DAMS                         | 21     | 0         | 3  | 1  | 4     | 110  | 8. místo   |
| 2016    | GP2 Series                     | Prema Racing                 | 22     | 4         | 5  | 4  | 9     | 219  | 1. místo   |
| 2016–17 | Formule E                      | Renault e.dams               | 2      | 0         | 0  | 0  | 0     | 18   | 16. místo  |
| 2017    | Formule 1                      | Scuderia Toro Rosso          | 5      | 0         | 0  | 0  | 0     | 0    | 21. místo  |
| 2017    | Super Formula                  | Team Mugen                   | 7      | 2         | 0  | 0  | 3     | 33   | 2. místo   |
| 2018    | Formule 1                      | Red Bull Toro Rosso Honda    | 21     | 0         | 0  | 0  | 0     | 29   | 15. místo  |
| 2019    | Formule 1                      | Aston Martin Red Bull Racing | 12     | 0         | 0  | 2  | 0     | 95   | 7. místo   |
| 2019    | Formule 1                      | Red Bull Toro Rosso Honda    | 9      | 0         | 0  | 0  | 1     | 95   | 7. místo   |
| 2020    | Formule 1                      | Scuderia AlphaTauri Honda    | 17     | 1         | 0  | 0  | 1     | 75   | 10. místo  |
| 2021    | Formule 1                      | Scuderia AlphaTauri Honda    | 22     | 0         | 0  | 1  | 1     | 110  | 9. místo   |
| 2022    | Formule 1                      | Scuderia AlphaTauri          | 22     | 0         | 0  | 0  | 0     | 23   | 14. místo  |
| 2023    | Formule 1                      | BWT Alpine F1 Team           | 22     | 0         | 0  | 0  | 1     | 62   | 11. místo  |
| 2024    | Formule 1                      | BWT Alpine F1 Team           | 24     | 0         | 0  | 0  | 1     | 42   | 10. místo  |
| 2025    | Formule 1                      | BWT Alpine F1 Team           | 12     | 0         | 0  | 0  | 0     | 19*  | 13. místo* |

### Kompletní výsledky ve Formuli E
| Rok     | Tým            | Auto                 | 1   | 2   | 3   | 4   | 5   | 6   | 7   | 8   | 9     | 10    | 11  | 12  | Body | Umístění  |
| ------- | -------------- | -------------------- | --- | --- | --- | --- | --- | --- | --- | --- | ----- | ----- | --- | --- | ---- | --------- |
| 2016–17 | Renault e.dams | Spark-Renault Z.E 16 | HKG | MAR | BUE | MEX | MON | PAR | BER | BER | NYC 7 | NYC 4 | MTL | MTL | 18   | 16. místo |

### Kompletní výsledky ve Formuli 1
| Rok  | Tým                          | Šasi             | Motor                      | 1       | 2       | 3       | 4       | 5       | 6       | 7      | 8       | 9       | 10      | 11      | 12      | 13      | 14      | 15     | 16      | 17      | 18     | 19      | 20     | 21      | 22      | 23    | 24    | Body | Umístění   |
| ---- | ---------------------------- | ---------------- | -------------------------- | ------- | ------- | ------- | ------- | ------- | ------- | ------ | ------- | ------- | ------- | ------- | ------- | ------- | ------- | ------ | ------- | ------- | ------ | ------- | ------ | ------- | ------- | ----- | ----- | ---- | ---------- |
| 2017 | Scuderia Toro Rosso          | Toro Rosso STR12 | Renault R.E.17 1,6 V6 t    | AUS     | CHN     | BHR     | RUS     | ESP     | MON     | CAN    | AZE     | AUT     | GBR     | HUN     | BEL     | ITA     | SIN     | MAL 14 | JPN 13  | USA     | MEX 13 | BRA 12  | ABU 16 |         |         |       |       | 0    | 21. místo  |
| 2018 | Red Bull Toro Rosso Honda    | Toro Rosso STR13 | Honda RA618H 1,6 V6 t      | AUS Ret | BHR 4   | CHN 18  | AZE 12  | ESP Ret | MON 7   | CAN 11 | FRA Ret | AUT 11  | GBR 13  | GER 14  | HUN 6   | BEL 9   | ITA 14  | SIN 13 | RUS Ret | JPN 11  | USA 12 | MEX 10  | BRA 13 | ABU Ret |         |       |       | 29   | 15. místo  |
| 2019 | Aston Martin Red Bull Racing | Red Bull RB15    | Honda RA619H 1,6 V6 t      | AUS 11  | BHR 8   | CHN 6   | AZE Ret | ESP 6   | MON 5   | CAN 8  | FRA 10  | AUT 7   | GBR 4   | GER 14† | HUN 6   |         |         |        |         |         |        |         |        |         |         |       |       | 95   | 7. místo   |
| 2019 | Red Bull Toro Rosso Honda    | Toro Rosso STR14 | Honda RA619H 1,6 V6 t      |         |         |         |         |         |         |        |         |         |         |         |         | BEL 9   | ITA 11  | SIN 8  | RUS 14  | JPN 7   | MEX 9  | USA 16† | BRA 2  | ABU 18  |         |       |       | 95   | 7. místo   |
| 2020 | Scuderia AlphaTauri Honda    | AlphaTauri AT01  | Honda RA620H 1,6 V6 t      | AUT 7   | STY 15  | HUN Ret | GBR 7   | 70A 11  | ESP 9   | BEL 8  | ITA 1   | TUS Ret | RUS 9   | EIF 6   | POR 5   | EMI Ret | TUR 13  | BHR 6  | SKR 11  | ABU 8   |        |         |        |         |         |       |       | 75   | 10. místo  |
| 2021 | Scuderia AlphaTauri Honda    | AlphaTauri AT02  | Honda RA621H 1,6 V6 t      | BHR 17† | EMI 7   | POR 10  | ESP 10  | MON 6   | AZE 3   | FRA 7  | STY Ret | AUT 9   | GBR 11  | HUN 5   | BEL 6‡  | NED 4   | ITA Ret | RUS 13 | TUR 6   | USA Ret | MXC 4  | SAP 7   | QAT 11 | SAU 6   | ABU 5   |       |       | 110  | 9. místo   |
| 2022 | Scuderia AlphaTauri          | AlphaTauri AT03  | Red Bull RBPTH001 V6 t     | BHR Ret | SAU 8   | AUS 9   | EMI 12  | MIA Ret | ESP 13  | MON 11 | AZE 5   | CAN 14  | GBR Ret | AUT 15  | FRA 12  | HUN 12  | BEL 9   | NED 11 | ITA 8   | SIN 7   | JPN 18 | USA 13  | MXC 14 | SAP 13  | ABU 14  |       |       | 23   | 14. místo  |
| 2023 | BWT Alpine F1 Team           | Alpine A523      | Renault E-Tech 23 1.6 V6 t | BHR 9   | SAU 9   | AUS 13† | AZE 14  | MIA 8   | MON 7   | ESP 10 | CAN 12  | AUT 10  | GBR 18† | HUN Ret | BEL 113 | NED 3   | ITA 15  | SIN 6  | JPN 10  | QAT 12  | USA 67 | MXC 11  | SAP 7  | LA 11   | ABU 13  |       |       | 62   | 11. místo  |
| 2024 | BWT Alpine F1 Team           | Alpine A524      | Renault E-Tech 24 1.6 V6 t | BHR 18  | SAU Ret | AUS 13  | JPN 16  | CHN 13  | MIA 12  | EMI 16 | MON 10  | CAN 9   | ESP 9   | AUT 10  | GBR DNS | HUN Ret | BEL 13  | NED 9  | ITA 15  | AZE 12  | SIN 17 | USA 12  | MXC 10 | SAP 37  | LVG Ret | QAT 5 | ABU 7 | 42   | 10. místo  |
| 2025 | BWT Alpine F1 Team           | Alpine A525      | Renault E-Tech 24 1.6 V6 t | AUS 11  | CHN DSQ | JPN 13  | BHR 7   | SAU Ret | MIA 138 | EMI 13 | MON Ret | ESP 8   | CAN 15  | AUT 13  | GBR 6   | BEL 10  | HUN 19  | NED    | ITA     | AZE     | SIN    | USA     | MXC    | SAP     | LVG     | QAT   | ABU   | 20*  | 14. místo* |